# کوه کانن (واشنگتن)
کوه کانن (به انگلیسی: Cannon Mountain) یک کوه در ایالات متحده آمریکا است که در شهرستان چیلان، واشینگتن واقع شده‌است. کوه کانن ۲٬۶۳۲٫۸۹ متر بالاتر از سطح دریا واقع شده‌است.